# Stadio Paolo Poli
Lo stadio comunale Paolo Poli è un impianto sportivo di Molfetta. Iniziato nel 1922 e inaugurato l'anno seguente, è intitolato ad un giovane molfettese eroicamente caduto nella grande guerra.

## Storia
Lo stadio è costruito sul suolo donato dalla famiglia Poli al Comune di Molfetta con l'obbligo di costruire un impianto sportivo al servizio della città. L'impianto, completato nel 1923 sul suolo della vetreria del padre di Paolo Poli, è intitolato al figlio, eroicamente scomparso durante il primo conflitto mondiale.
Nel 1950 fu realizzata e inaugurata la tribuna dello stadio con solenne celebrazione di monsignor Achille Salvucci e di Giosuè Poli, fratello di Paolo.
Nell'estate del 1994 fu anche realizzato un nuovo e moderno impianto d'illuminazione, inaugurato in un incontro con la Fidelis Andria.
Nell'estate del 2018, dopo un anno di lavori, il Paolo Poli ha subito importanti opere di ristrutturazione delle tribune, della pista d'atletica e della recinzione, con la sostituzione del campo in erba sintetica al vecchio in erba naturale.
La consegna dell'impianto è avvenuta il 30 luglio, mentre il 24 agosto il Paolo Poli è stato inaugurato da una partita tra le "vecchie glorie" del calcio molfettese. Per l'occasione è stata inoltre scoperta una targa in memoria di Sandro Fiore, presidente della Molfetta Sportiva negli anni '90.

## Struttura
L'impianto, di forma ovoidale in quanto comprende, all'esterno del campo di calcio vero e proprio, una pista di atletica, è munito di una grossa gradinata, del settore dedicato ai tifosi delle squadre ospiti e di un'ampia tribuna.